# Траєкторія

Циклоїда — траєкторія точки на ободі колеса

Траєкторії трьох тіл, випущених з однаковою швидкістю під кутом до горизонту (кут запуску — 70°, Distance — відстань, Height — висота) за різних умов опору середовища польоту

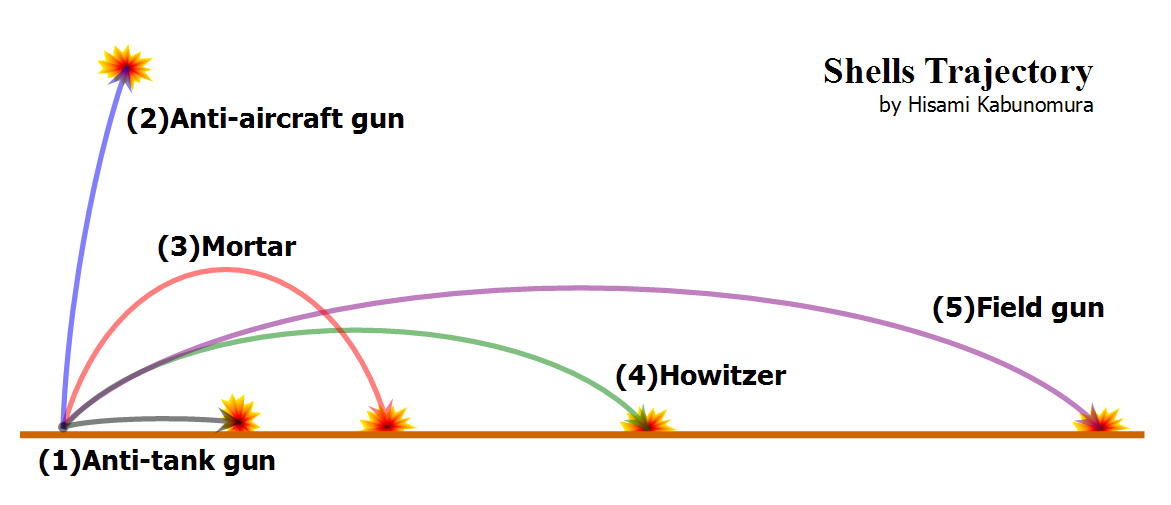
Траєкторії польоту артилерійських снарядів: зенітної артилерії, протитанкової гармати, міномета, гаубиці, польової гармати.

Траєкторія, шлях і переміщення

Траєкто́рія (від лат. trajectus — переміщений) — лінія, яку описує матеріальна точка, що рухається в просторі.
Залежно від форми траєкторії розрізняють прямолінійний та криволінійний рухи точки. Якщо всі ділянки траєкторії точки лежать в одній площині, то такий рух називають плоским. У загальному випадку траєкторією руху точки є просторова крива.
Форма траєкторії залежить від вибору системи відліку. Наприклад, точка, що рухається рівномірно прямолінійно відносно диска уздовж його радіуса, при обертанні диска із сталою кутовою швидкістю, опише відносно його осі траєкторію у вигляді спіралі Архімеда, а зафіксована точка на ободі колеса, яке котиться плоскою поверхнею, опише циклоїду.
У випадку систем багатьох тіл поняття траєкторії узагальнюється на положення точки, яка описує усі незалежні змінні системи у реальному, конфігураційному чи фазовому просторі. У такому випадку траєкторії називають фазовими траєкторіями.
Поняття траєкторії втрачає сенс у квантовій механіці через принцип невизначеності.
Насти́льна траєкто́рія — траєкторія руху паралельно до поверхні землі на незначній висоті.

## Приклади
- Траєкторії руху планет навколо Сонця (орбіти) — еліпси.
- Траєкторія руху тіла, кинутого під кутом до горизонту — парабола.
- Траєкторія руху точки на ободі колеса велосипеда — циклоїда.